# 巴黎凡爾賽門展覽中心
巴黎凡尔赛门展览馆（法語：Paris Expo Porte de Versailles）是一家位于法国巴黎的会展中心。它位于环城大道和元帅大道中间的巴黎十五区的凡尔赛门站，是法国最大的展览公园。巴黎凡尔赛门展览馆展厅面积228,211平方米，拥有8个展馆，2个礼堂以及32个会议室。举世闻名的凡尔赛门展览中心每年举办120多个贸易展览会，并举行产品发布会和会议等各种活动。政府计划在会馆附近建造高180米的玻璃金字塔型摩天大楼“Tour Triangle”，它将包含120间客房以及70,000平方米的办公空间。
巴黎凡尔赛门展览馆是2024年夏季奥运会排球、手球、乒乓球和举重项目的比赛场馆。

## 活动
- 比约尔卡巴黎沙龙
- 国际零售设备与科技分销展览会
- 巴黎博览会（英语：Foire de Paris）零售展（4月 - 5月）[2]
- 巴黎秋季展[3]
- 法国国际旅游博览会[4]
- 国际爱好模型制作展览会[5]
- 巴黎国际农业展览会（英语：Paris International Agricultural Show）
- 巴黎车展
- 巴黎游戏周
- iGEM国际合成生物学竞赛
- 巴黎夏季国际贸易博览会[6]
- 巴黎古董车展（英语：Rétromobile）[7]
- 彩虹六号巴黎特锦赛
- 欧洲呼吸学会（ERS）国际会议（2018年9月15日 - 19日）[8]
- 第69届国际足联大会

## 交通
- 巴黎地铁12号线凡尔赛门站（可直达巴黎蒙帕纳斯站及巴黎圣拉扎尔站）
- 法兰西岛有轨电车2号线及法兰西岛有轨电车3a号线（英语：Île-de-France tramway Lines 3a and 3b）（凡尔赛门站）
- 巴黎公交39路（德努埃特（Desnouettes）站或伊西门（法语：Porte d'Issy）站）及80路（凡尔赛门站）
- 法兰西岛夜班车N13、N62及N145路

## 历史
1923年，为了举办原先在马尔斯广场举行的巴黎博览会，第一批展览建筑在巴黎、伊西-莱-穆利诺和万维尔斯三个市镇的交界处的35公顷土地上建造。这座建筑是在蒂耶尔斯城墙的遗址上建造的。1922年，当局提出了几个建造展览宫的项目。路易斯和皮埃尔·吉迪蒂兄弟特别提议建造一个巨大的金属建筑，但最终没有被采纳。保罗·维亚尔德和马塞尔·达斯特格的方案被选择，他们的设计包括二十个大厅，分布在莱费布尔大道和恩内斯特-雷南大道的平面上。目前只剩下四个展馆，其他的被环城高速公路拆除了。从1926年开始，巴黎博览会就在这里举办。
1937年，在世界博览会的框架内，路易-希波利特·博伊罗和莱昂·阿泽马建造了一座四个被点亮的塔楼组成的入口门，目前仍然可见。
二战停止了临时展览，场地甚至被军方占领。20世纪50年代出现了新的展览会，如自行车展、重型车辆展、皮革展和总农业竞赛（从1964年起，将被纳入农业展览会）。
1962年，汽车展览会到来，原先在大皇宫举行（从1976年开始，它每两年举行一次，与法兰克福车展交替进行）。
1968年6月，戴高乐党在此举行了一次大型集会，安德烈·马尔罗发表了演讲。
1970年，一座新的建筑，面积为72000平方米的7号展厅开放，将园区的面积增加了一半。20世纪80年代，海上展首次来到这个场地。
1992年，书展到来，自十年前在大皇宫举行。
从1996年到2006年，一半的设施进行了重建和现代化。